# Abu-Vulkangruppe
Die Abu-Vulkangruppe (jap. 阿武火山群, Abu-kazangun) ist eine Gruppe aus Schildvulkanen, welche sich entlang der Südwest-Küste der japanischen Insel Honshū in der Präfektur Yamaguchi erstreckt. Die Gruppe war seit dem späten Pliozän bis ins gegenwärtige Holozän aktiv. Historisch überlieferte Ausbrüche sind jedoch keine bekannt. Die letzte datierte Eruption liegt 3'400 Jahre zurück.
Die Gruppe wird von mehr als 40 Kratern gebildet und erstreckt sich über eine Fläche von zirka 400 Quadratkilometern. Der Vulkankegel Irao-yama ist mit 641 m die höchste Erhebung, der Lavadom Nabe-yama hat eine Höhe von 369 m. Die vulkanische Aktivität in diesem Gebiet steht im Zusammenhang mit der Subduktion der philippinischen Platte.

## Quelle
- Abu-Vulkangruppe im Global Volcanism Program der Smithsonian Institution (englisch)